# Кјеза Векија (Виченца)
Кјеза Векија је насеље у Италији у округу Виченца, региону Венето.
Према процени из 2011. у насељу је живело 89 становника. Насеље се налази на надморској висини од 139 м.